# PNC Field
Le PNC Field (auparavant Lackawanna County Stadium) est un stade de baseball situé à Moosic dans l'État de Pennsylvanie.
Depuis 1989, c'est le domicile des Scranton/Wilkes-Barre Yankees (Scranton/Wilkes-Barre Red Barons de 1989 à 2006), qui sont une équipe de baseball en Ligue internationale et affiliée avec les Yankees de New York de la Ligue majeure de baseball. Le PNC Field a une capacité de 10 000 places.

## Événements
- Triple-A All-Star Game, 12 juillet 1995